# Gonzalo Ruiz de Toledo
Gonzalo Ruiz de Toledo (n. Toledo, 1256? - f. ibídem, 3 de diciembre de 1323) fue un noble español.
Fue el IV señor de la villa de Orgaz (Toledo); nació en Toledo, posiblemente el año 1256, durante el reinado de Alfonso X, en las casas de sus mayores los señores de Orgaz, solar donde los Jesuitas construyeron en el siglo XVII su convento e iglesia dedicada a San Ildefonso. Murió en Toledo el 3 de diciembre de 1323.
Por expresa voluntad suya fue enterrado en la iglesia de Santo Tomé de Toledo (llamada también de santo Tomás Apóstol). La representación de su entierro está plasmada en el cuadro El entierro del conde de Orgaz, obra de El Greco.
Fue mayordomo mayor de la reina Constanza de Portugal, hija del rey Dionisio I de Portugal y de Santa Isabel de Portugal y esposa de Fernando IV de Castilla, y también fue mayordomo menor y ayo del rey Alfonso XI de Castilla, notario mayor de Castilla, alcalde mayor de Toledo, y ayo de la infanta Beatriz de Castilla, que posteriormente sería reina consorte de Portugal por su matrimonio con Alfonso IV.

## El señor de Orgaz
Era descendiente de dos ilustres familias: los Toledo y los Illán. Fue el IV Señor de la villa de Orgaz, señorío creado en 1220 por Fernando III el Santo que otorgó el título a su bisabuelo Ferrán Yuanes beni Abd el Malik (conocido también como Alfadilla). Sus descendientes llevaron el mismo título de señor hasta que en 1520 el rey Carlos I concedió el título de Conde de Orgaz a Álvaro Pérez de Guzmán, casado con la nieta de Gonzalo Ruiz de Toledo.
El señor de Orgaz fue un buen político y gozó de fama de buen cristiano. A sus expensas, en Toledo, se reedificaron varias iglesias, como San Justo y Pastor, San Bartolomé y Santo Tomé, lugar que sería su enterramiento. También creó el convento de San Agustín (agustinos descalzos) en unas casas que solicitó a la reina María de Molina ubicadas hacia poniente, entre la puerta del Cambrón y el puente de San Martín. Se otorgó la escritura en 1311, en Valladolid. Fundó en 1316 un hospital para la atención de la enfermedad del fuego, en sus casas de campo situadas junto a la ermita de San Eugenio, con una dotación suficiente para su buena marcha. Se llamó Hospital del Abad Antonio.
Fue alcalde de Toledo y notario mayor del Reino en tiempos de Sancho el Bravo y Fernando el Emplazado. Gonzalo Ruiz de Toledo fue siempre fiel a la reina María de Molina a quien ayudó en su viudez y en conseguir del papa la legitimación de sus hijos. Por su parte contó con la estima de la reina que le confió la tutoría de la infanta Beatriz y más tarde siendo ya abuela, la tutoría de su nieto Alfonso XI, huérfano de padre y madre.

## Entierro y milagro

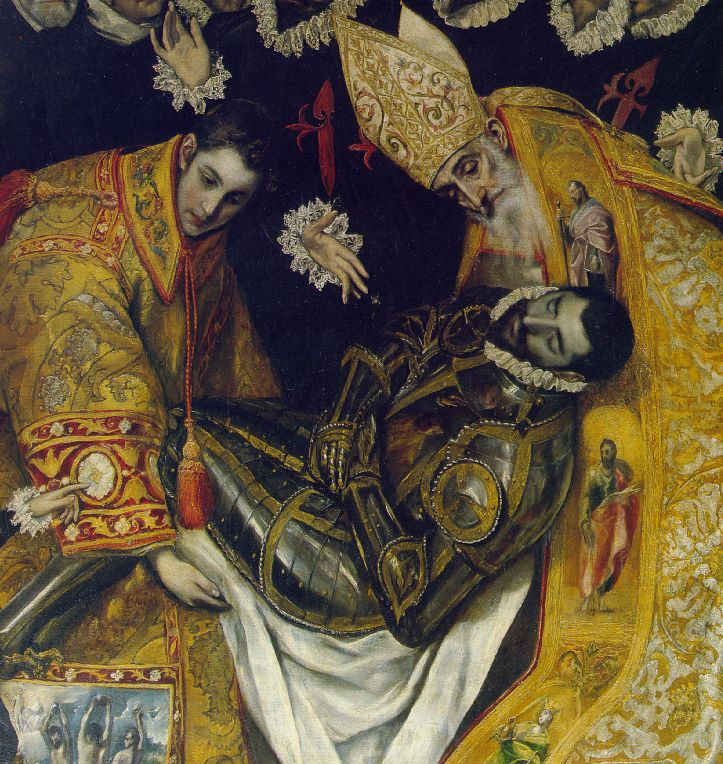
Imagen donde se aprecia el milagro del traslado por san Agustín y san Esteban del cuerpo del señor de Orgaz hasta su sepultura. Detalle de la pintura El entierro del conde de Orgaz por El Greco.

El señor de Orgaz era muy querido y respetado en la ciudad de Toledo y ya en vida tuvo una cierta fama de santidad. A su entierro acudió mucha gente del pueblo llano, el clero, caballeros y nobles. Fue enterrado con gran solemnidad en la iglesia de santo Tomé, por voluntad propia expresada en su testamento. Eligió como última morada un rincón humilde de la iglesia, del lado de la Epístola, al fondo cerca de la puerta. Después de asistir a los oficios propios del funeral, al tomar su cuerpo para depositarlo en la sepultura que estaba preparada "se produjo el milagro" que la tradición oral toledana y la historiografía han perpetuado durante los siglos siguientes. Se cuenta que se acercaron al cuerpo muerto los santos Agustín y Esteban y tomándolo ellos mismos lo trasladaron y depositaron en el lugar conveniente, pronunciando después estas palabras:

Tal galardón recibe quien a Dios y a sus santos sirve.

A continuación desaparecieron. Tal fue el milagro cuya narración se fue trasmitiendo a través de los siglos.
La teoría de que el lugar de enterramiento era la iglesia de santo Tomé se impuso frente a la afirmación de que estaba enterrado en el convento de San Agustín; dicha teoría pudo corroborarse científicamente a partir de las investigaciones arqueológicas llevadas a cabo en la Capilla de la Concepción en el año 2001, en que se descubrió materialmente el sepulcro. Se encuentra situado a unos 50 cm por debajo del nivel del suelo, delante del cuadro del Greco y puede contemplarse la losa original. Después de los trabajos de restauración se colocó una placa de mármol de color gris dando los datos personales de Gonzalo Ruiz de Toledo.
Hay otras personas enterradas allí mismo entre las que se encuentra su esposa en cuya lápida se puede leer:

Aquí yace Doña Maria González, hija de Fernán González de Mena, mujer que fue de don Gonzalo Ruiz. Esta Dueña fue buena y honrada, y de buena vida, y sierva de Dios. Finó al 15 de febrero era de 1346.

### La capilla de la Concepción

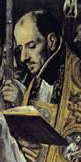
Andrés Núñez, párroco de la Iglesia de Santo Tomé (Toledo).

El párroco de Santo Tomé (párroco desde 1562 a 1601), Andrés Núñez de Madrid quiso ensalzar la tumba del señor de Orgaz y para ello solicitó permiso del gobernador del arzobispado Gómez Tello Girón para hacer una obra de mejora en un lugar más honorable y trasladar el cadáver. Pero la respuesta fue que no era justo que manos de pecadores mudasen cuerpo que santos con las suyas habían tocado. La solución fue renovar con más decoro el lugar de enterramiento, conocido como capilla de la Concepción. Este mismo párroco hizo examinar los documentos y justificaciones del milagro, previo permiso y Real Cédula del rey Felipe II, que se encontraban (y se conservan) en el Archivo de Simancas. A continuación, y con el consentimiento del arzobispo Gaspar de Quiroga, encargó al Greco la pintura con la narración de los hechos, pagando la suma de 1.200 ducados. Se llevó a cabo la obra en 1584. El Greco retrató a Andrés Núñez en la figura del cura que reza el responso.

### Santidad
Desde su muerte hubo una tendencia espontánea a venerar su sepulcro como si se tratase de un santo consagrado. Sin embargo, nunca lo fue pues los decretos de Urbano VIII (1634) prohibían dar culto a los personajes que no tuvieran una antigüedad de 100 años o en su defecto solicitar un proceso de beatificación. Aun así, cada año por el día de santo Tomás (21 de diciembre) los toledanos acudían no sólo a celebrar la fiesta de este apóstol sino a participar en el responso dedicado al señor de Orgaz y que se repetía tres veces en toda la jornada: al terminar las vísperas solemnes, después de la misa mayor y a los postres de la habitual comida en que se invitaba a cuarenta pobres.

## En la literatura
El dramaturgo del Siglo de Oro Luis Vélez de Guevara compuso sobre el milagro la comedia El primer conde de Orgaz y servicio bien pagado, de la que hay edición crítica moderna por C. George Peale y William R. Manson (Newark: Juan de la Cuesta, 2002).